# Eleições primárias presidenciais do Partido Democrata em 2016
As eleições primárias presidenciais do Partido Democrata norte-americano em 2016 ocorreram nos 50 estados dos Estados Unidos, no Distrito de Columbia e nos territórios norte-americanos, assim como nas comunidades norte-americanas residentes em todo o mundo. Serviram para determinar o candidato democrata às eleições presidenciais. Barack Obama, candidato democrata eleito em 2008 e 2012, era inelegível a uma reeleição devido à limitação de mandatos imposta pela vigésima primeira emenda à Constituição dos EUA.
No começo de junho de 2016, Hillary conquistou o número de delegados suficientes para garantir a nomeação do seu partido para a presidência.

## Processo
As primárias e caucus presidenciais do Partido Democrata são eleições indiretas em que os eleitores elegem delegados para a Convenção Nacional Democrata de 2016; por sua vez, esses delegados elegem diretamente o candidato presidencial do Partido Democrata. Em alguns estados, o partido pode ignorar a seleção de delegados dos eleitores ou selecionar os delegados que poderão votar em qualquer candidato na convenção estadual ou nacional. Em outros estados, as leis estaduais e as regras partidárias exigem que o partido selecione os delegados de acordo com a votação, e estes delegados devem votar em um determinado candidato.
Há um total de 4.051 delegados para 2016. Segundo as regras de seleção de delegados do partido, o número de delegados atribuídos a cada um dos 50 estados dos EUA mais Washington, D.C. é determinado através de uma fórmula baseada em dois fatores principais:
1. A proporção de votos que cada estado deu ao candidato democrata nas últimas três eleições presidenciais (2004, 2008 e 2012);
2. O número de votos eleitorais que cada estado tem no Colégio Eleitoral dos Estados Unidos.

Para os territórios de Porto Rico, Samoa Americana, Guam, Ilhas Virgens Americanas, e os democratas no exterior, são atribuídos números fixos de delegados. Em seguida, todos os estados e territórios devem utilizar um sistema de representação proporcional, em que os delegados são atribuídos conforme os resultados eleitorais.
Além disso, há 713 superdelegados, incluindo membros da Câmara dos Representantes e do Senado, governadores estaduais e territoriais, membros do Comitê Nacional Democrata e outros líderes do partido. Devido a possíveis mortes, renúncias ou outros problemas, o número final desses superdelegados pode diminuir.
O Comitê Nacional Democrata também impôs regras para os estados que desejavam realizar as primeiras disputas em 2016. Nenhum estado teve a permissão para realizar uma primária ou caucus em janeiro, e apenas Iowa, Nova Hampshire, Carolina do Sul e Nevada puderam realizar as suas primárias ou caucus em fevereiro. Qualquer estado que viole estas regras será penalizado com a perda da metade de seus delegados e todos os seus superdelegados à convenção de 2016.

## Candidatos
Os indivíduos incluídos nesta seção fizeram uma ou mais das seguintes ações: anunciaram formalmente sua candidatura ou apresentaram-se como candidato junto à Comissão Eleitoral Federal (FEC). Além disso, as pessoas listadas abaixo possuem relevância dentro de sua área de atuação. Eles estão listados em ordem alfabética pelo sobrenome.

### Candidatos mais bem colocados nas pesquisas
Os seguintes candidatos foram listados em cinco ou mais das principais pesquisas nacionais independentes, participaram de todos os debates e fóruns televisivos e foram endossados por superdelegados oficialmente eleitos.
| Nome            | Cargo mais recente                      | Estado   | Candidatura                       | Votos populares | Delegados  | Superdelegados | Total      | Ref          |
| --------------- | --------------------------------------- | -------- | --------------------------------- | --------------- | ---------- | -------------- | ---------- | ------------ |
| Hillary Clinton | Secretária de Estado dos Estados Unidos | New York | (Website) Registro de candidatura | 12 255 888      | 1651 (41%) | 483 (68%)      | 2134 (45%) | [ 9 ] [ 10 ] |
| Bernie Sanders  | Senador dos Estados Unidos por Vermont  | Vermont  | (Website) Registro de candidatura | 9 108 354       | 1346(33%)  | 41 (6%)        | 1387 (29%) | [ 11 ]       |

### Desistiram antes das primárias
- Jim Webb, senador pela Virginia (2007–2013); campanha suspensa em 20 de outubro de 2015.[12]
- Lincoln Chafee, governador de Rhode Island (2011–2015) e senador por Rhode Island (1999–2007); campanha suspensa em 23 de outubro de 2015.[13]
- Lawrence Lessig, professor de direito em Harvard; campanha suspensa em 2 de novembro de 2015.[14]

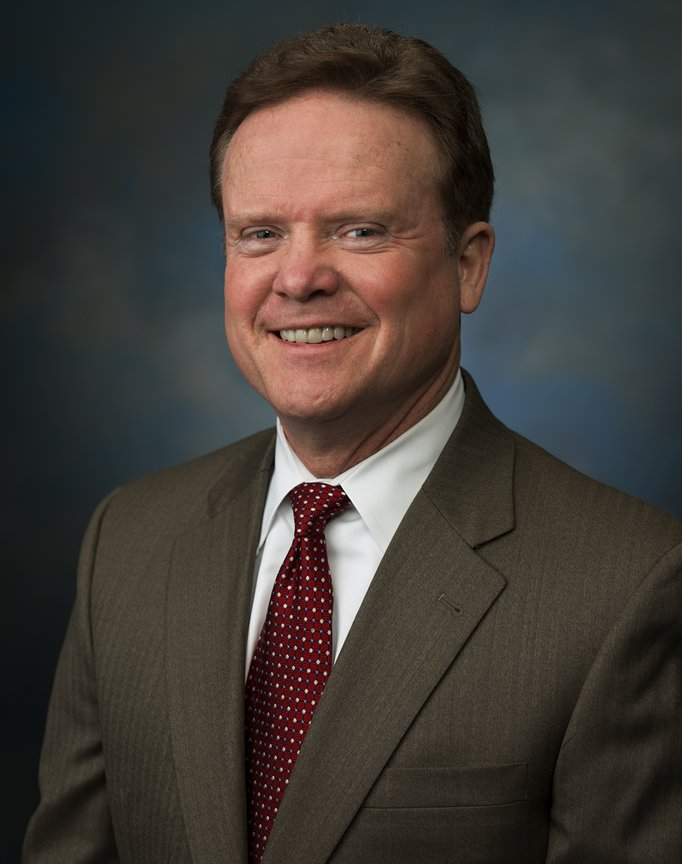
Ex-senador Jim Webb da Virgínia
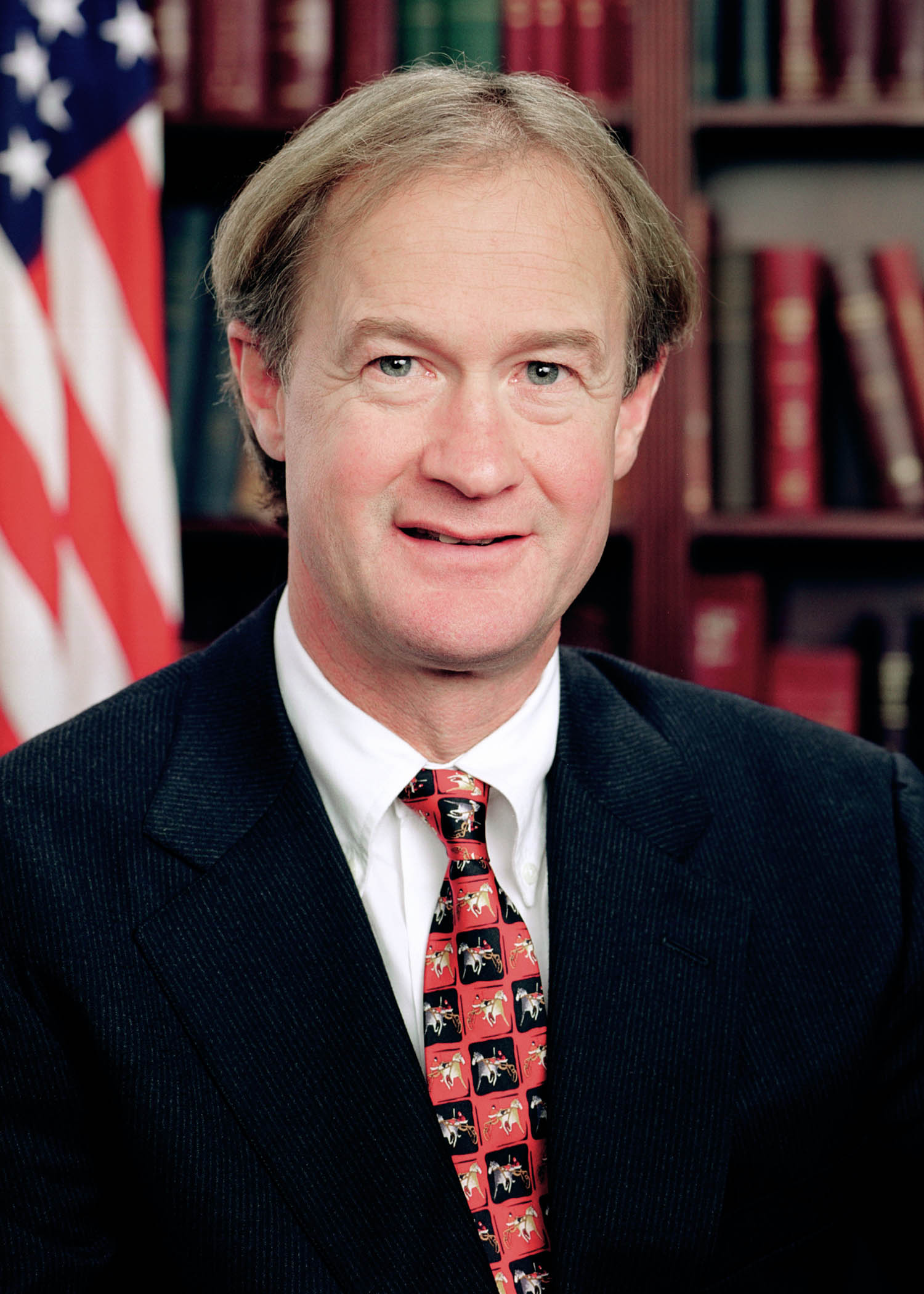
Ex-governador Lincoln Chafee de Rhode Island
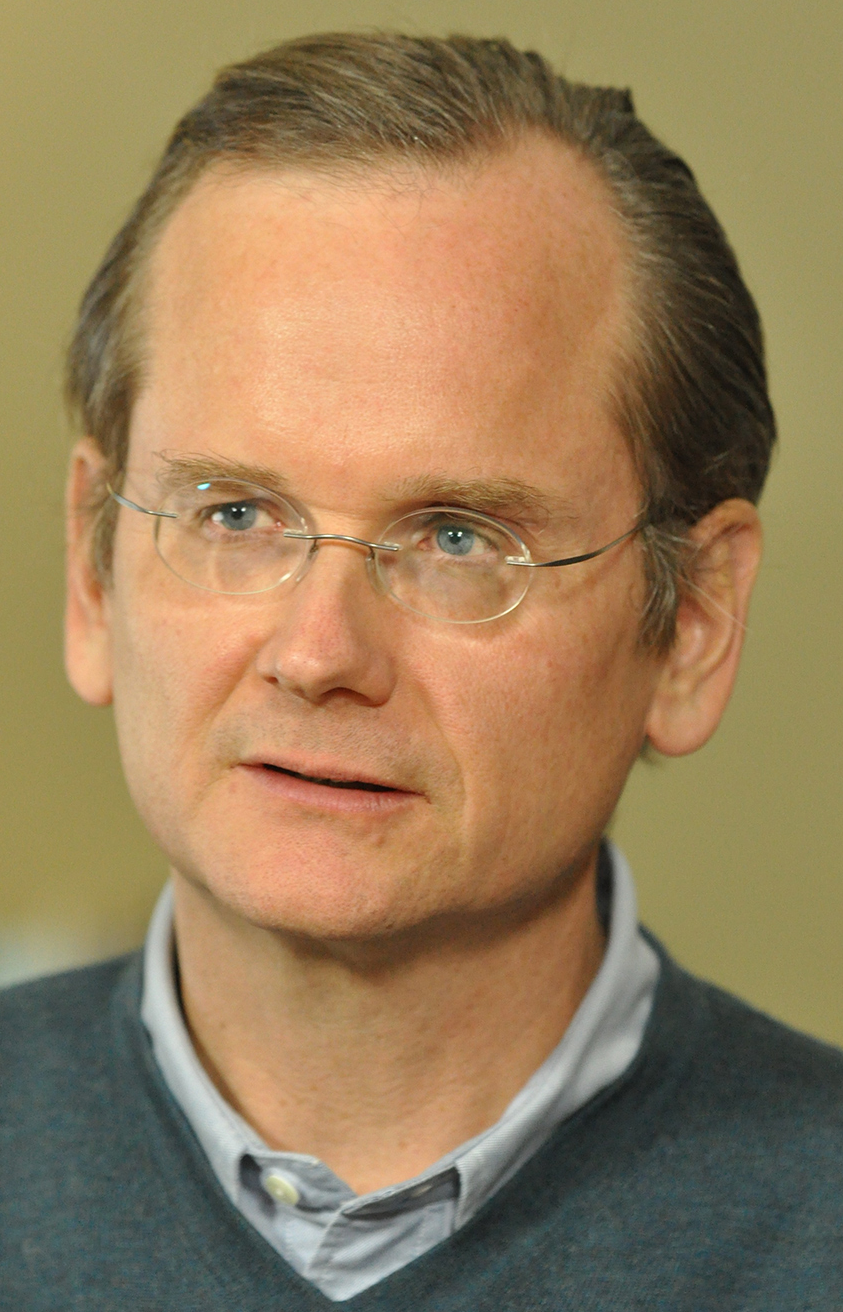
Professor de direito Lawrence Lessig de Massachusetts

### Desistiram durante as primárias

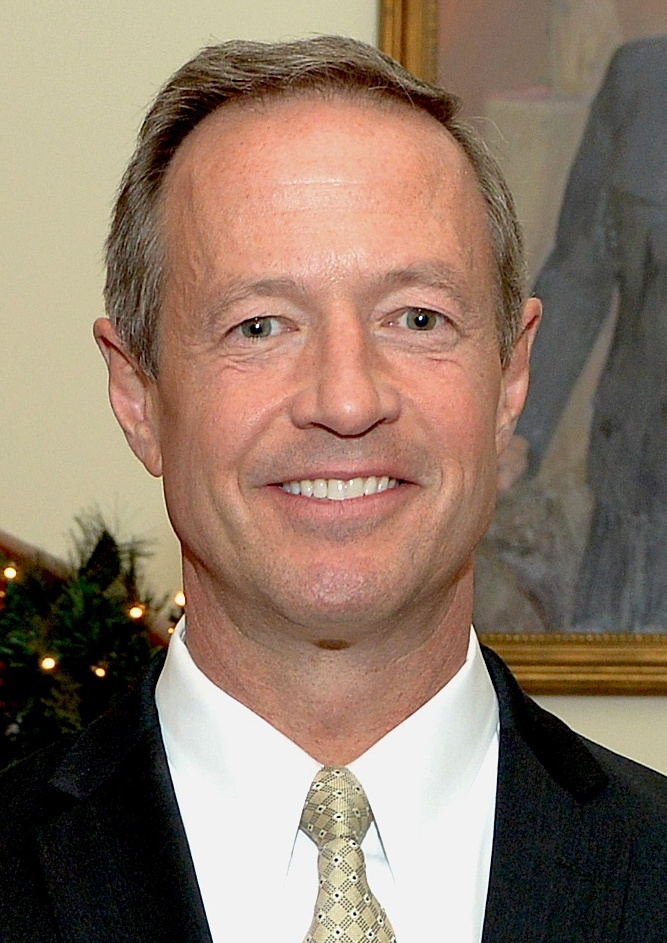
Governador Martin O'Malley de Maryland

- Governador
Martin O'Malley
de Maryland

## Campanha

### Contexto

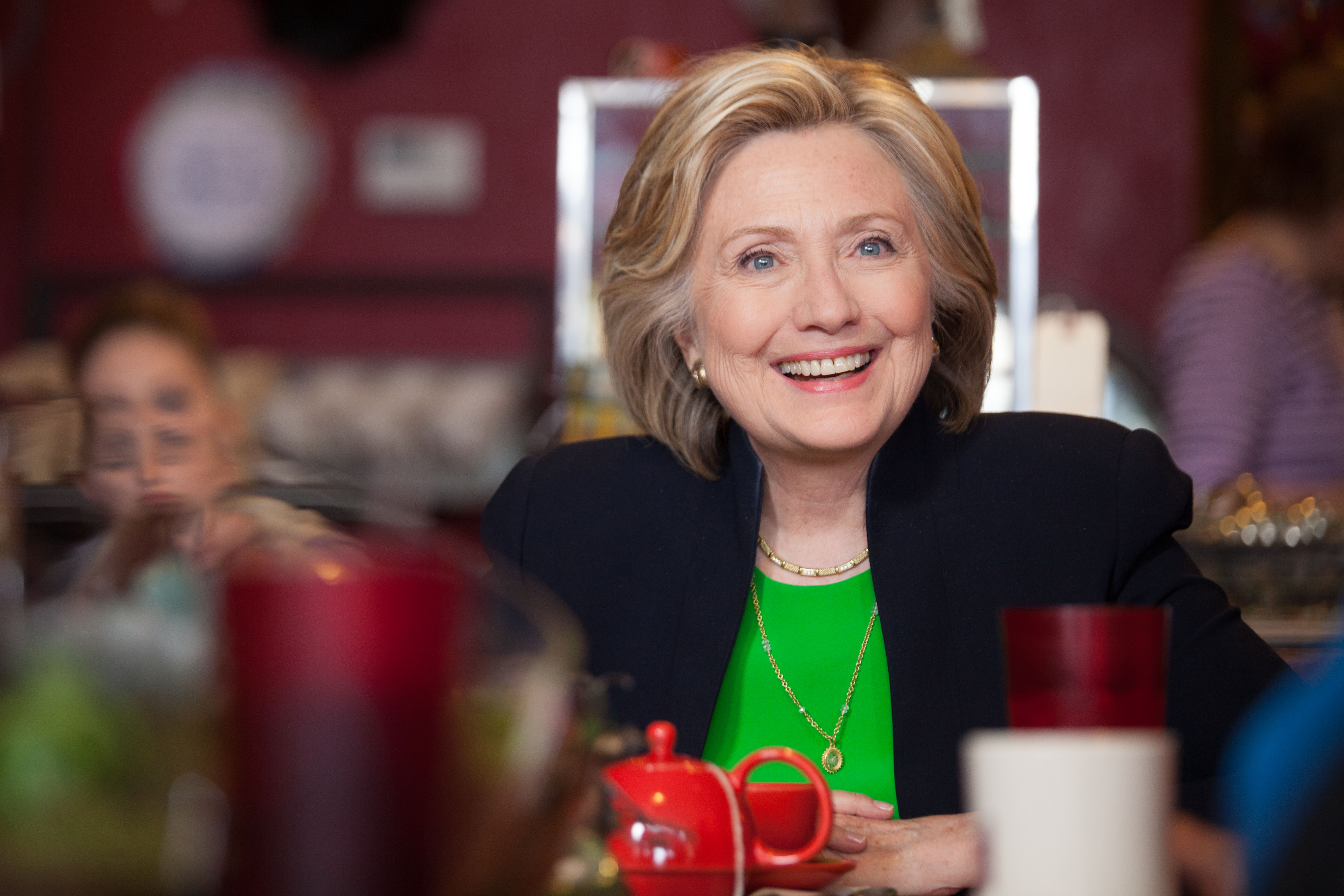
Hillary Clinton em abril de 2015.

Nas semanas seguintes a reeleição do presidente Barack Obama na eleição de 2012, especulações da mídia sobre potenciais candidatos para a nomeação presidencial democrata na eleição de 2016 começaram a circular. A especulação centrava nas perspectivas de Hillary Clinton, então Secretária de Estado, voltar a ser candidata. Clinton já havia candidato-se em 2008, quando perdeu para Obama, e já tinha sido senadora (2001–2009) e primeira-dama do país (1993–2001). Uma pesquisa do The Washington Post e da ABC realizada em janeiro de 2013 indicou que ela tinha grande popularidade entre o público americano. Esta pesquisa suscitou vários analistas e observadores políticos a anteciparem que Hillary iria lançar sua segunda candidatura presidencial em 2016, e que desta forma era a favorita para ganhar a indicação; ela acabou anunciando oficialmente sua candidatura em 13 de abril de 2015. Entretanto, a ala democrata formada por liberais de esquerda reivindicavam um candidato mais progressista para rivalizar com o que foi percebido por muitos deste seguimento como o establishment do partido, representado por Hillary. A senadora Elizabeth Warren tornou-se rapidamente uma figura altamente elogiada dentro deste seguimento, bem como foi pressionada a se candidatar, mas optou por não entrar na disputa.

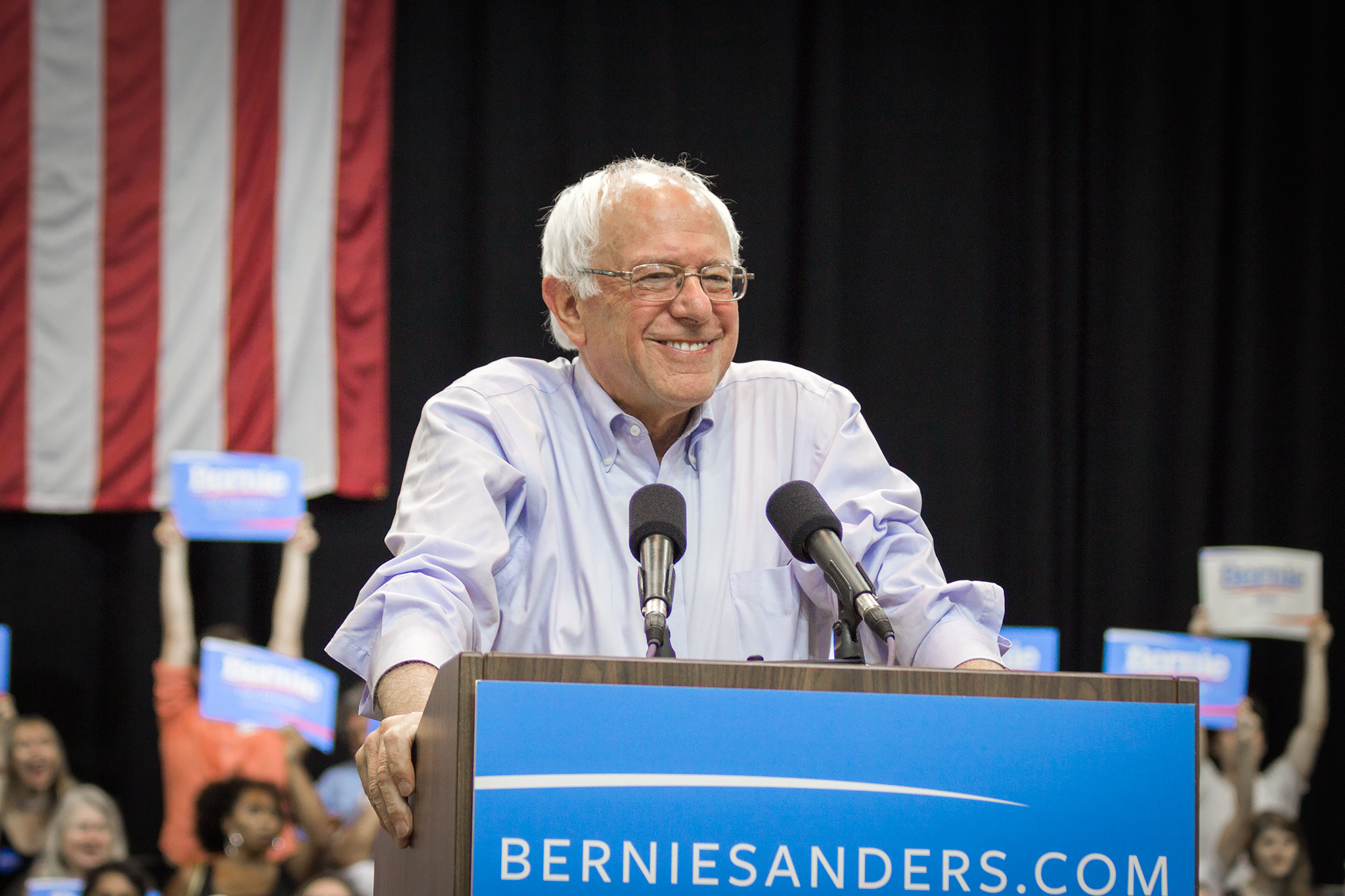
Bernie Sanders durante um comício, em julho de 2015.

Em 26 de maio de 2015, o senador Bernie Sanders anunciou oficialmente sua candidatura para a nomeação democrata, depois de um anúncio informal em 30 de abril e especulações iniciadas em 2014. Sanders foi prefeito de Burlington (1981-1989), representante de Vermont (1991-2007), senador por Vermont desde 2007 e auto-descrevia-se como um democrata socialista que admirava o modelo nórdico da social-democracia. Apoiado por uma forte campanha popular e com maior apoio na ala mais à esquerda do partido, Sanders emergiu como o maior rival de Hillary nas primárias. Houve também uma considerável especulação sobre uma possível candidatura do vice-presidente Joe Biden, que já havia candidatado-se para a nomeação democrata nas eleições de 1988 e 2008. No país, há uma tendência histórica do vice-presidente incumbente tentar receber a indicação de seu partido à presidência quando o presidente não pode fazê-lo. Essa especulação também foi alimentada por comentários de Biden em que sinalizava que poderia ser candidato. No entanto, em 21 de outubro de 2015, Biden anunciou na Casa Branca ao lado de sua esposa Jill Biden e de Obama a sua decisão de não entrar na corrida pela nomeação presidencial.
Além de Hillary e Sanders, outros políticos também buscaram receber a nomeação do partido. Em novembro de 2014, Jim Webb, ex-senador pela Virgínia que já havia desempenhado o cargo de secretário da Marinha durante o governo Reagan, anunciou a formação de um comitê exploratório para sua possível candidatura. Isso fez com que Webb se tornasse o primeiro candidato com grande potencial a fazer uma ação formal visando a indicação do partido em 2016. Martin O'Malley, ex-governador de Maryland e ex-prefeito de Baltimore, começou em janeiro de 2015 a contratar funcionários para trabalharem em Iowa. Em agosto de 2015, Lawrence Lessig anunciou inesperadamente sua candidatura, cujo objetivo principal, se eleito, era o de realizar uma reforma do financiamento de campanhas.

### Fevereiro de 2016: Primeiras primárias
| Estado/território | Clinton | Sanders |
| ----------------- | ------- | ------- |
| Iowa              | 49,8%   | 49,6%   |
| Nova Hampshire    | 38%     | 60,4%   |
| Nevada            | 52,6%   | 47,3%   |
| Carolina do Sul   | 73,5%   | 26%     |

Em 1 de fevereiro, Hillary foi capaz de derrotar Sanders no caucus de Iowa, a primeira votação do calendário eleitoral das primárias presidenciais de 2016. A votação de ambos foi a mais próxima da história do caucus daquele estado: Hillary coletou 700,47 dos delegados estaduais, contra 696,92 de Sanders, uma diferença de um quarto de ponto percentual. A vitória, que garantiu 23 delegados na convenção para Hillary (dois a mais do que Sanders), fez com que ela se tornasse a primeira mulher a ganhar o caucus e marcou uma diferença clara em relação a 2008, quando terminou em terceiro lugar atrás de Obama e John Edwards. O'Malley suspendeu sua campanha depois de um decepcionante terceiro lugar com apenas 0,5% dos delegados estaduais, deixando Hillary e Sanders como os dois únicos candidatos principais. Uma semana depois, Sanders ganhou a primária de Nova Hampshire com 60,4% dos votos populares, tornando-se o primeiro candidato judeu de um grande partido a ganhar uma primária.

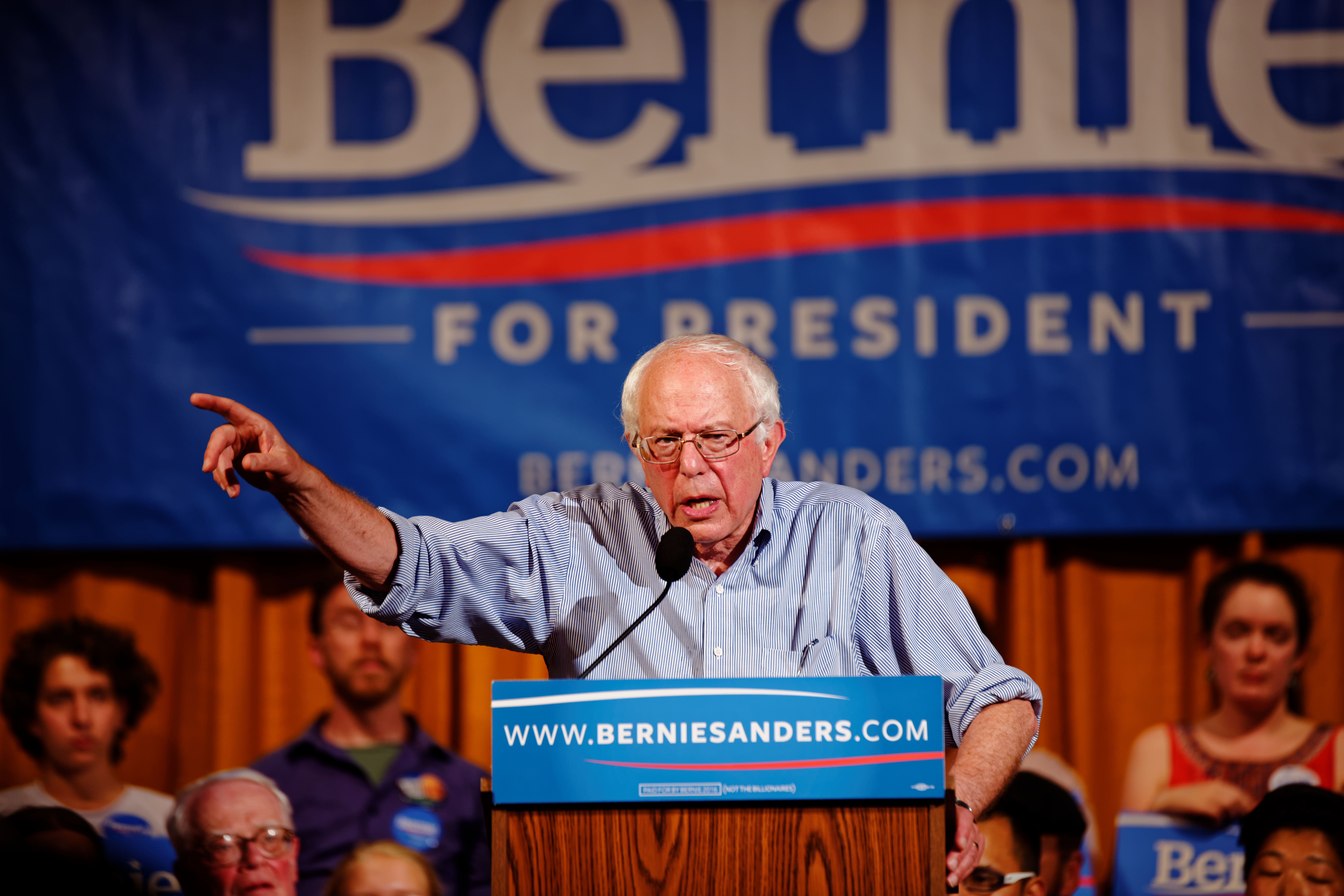
Bernie Sanders discursando em Littleton, Nova Hampshire

A eleição acirrada em Iowa e a vitória convincente de Sanders em Nova Hampshire geraram especulações sobre uma possível derrota de Hillary em Nevada, o próximo estado que realizaria seu caucus em 20 de fevereiro. Por sua vez, Hillary, que havia vencido o caucus estadual oito anos antes, esperava que uma vitória em Nevada dissiparia preocupações sobre uma possível repetição de 2008, quando acabou perdendo a nomeação para Obama apesar de ter sido considerada inicialmente a favorita para ganhá-la. Hillary acabou sendo vitoriosa em Nevada com 52,6% dos votos dos delegados de condados, uma margem de vitória semelhante ao seu desempenho em 2008. Foi estimado que Sanders, que alcançou 47,3%, recebesse cinco delegados a menos que Hillary (20 a 15) e as projeções não eram promissoras para a primária do fim de semana seguinte na Carolina do Sul, mais favorável demograficamente para sua rival do que nos estados anteriores. Em 27 de fevereiro, Hillary ganhou a primária da Carolina do Sul com 73,5% dos votos, recebendo uma porcentagem maior do voto afro-americano do que Barack Obama havia tido oito anos antes - 90% contra 80% de Obama.

### 1 de março de 2016: Super Terça
| State/territory | Clinton | Sanders |
| --------------- | ------- | ------- |
| Alabama         | 77,8%   | 19,2%   |
| Arkansas        | 66,3%   | 29,7%   |
| Colorado        | 40,4%   | 59,0%   |
| Geórgia         | 71,3%   | 28,2%   |
| Massachusetts   | 50,1%   | 48,7%   |
| Minnesota       | 38,3%   | 61,7%   |
| Samoa Americana | 68,4%   | 25,7%   |
| Oklahoma        | 41,5%   | 51,9%   |
| Tennessee       | 66,1%   | 32,4%   |
| Texas           | 65,2%   | 33,2%   |
| Vermont         | 13,6%   | 86,1%   |
| Virgínia        | 64,3%   | 35,2%   |

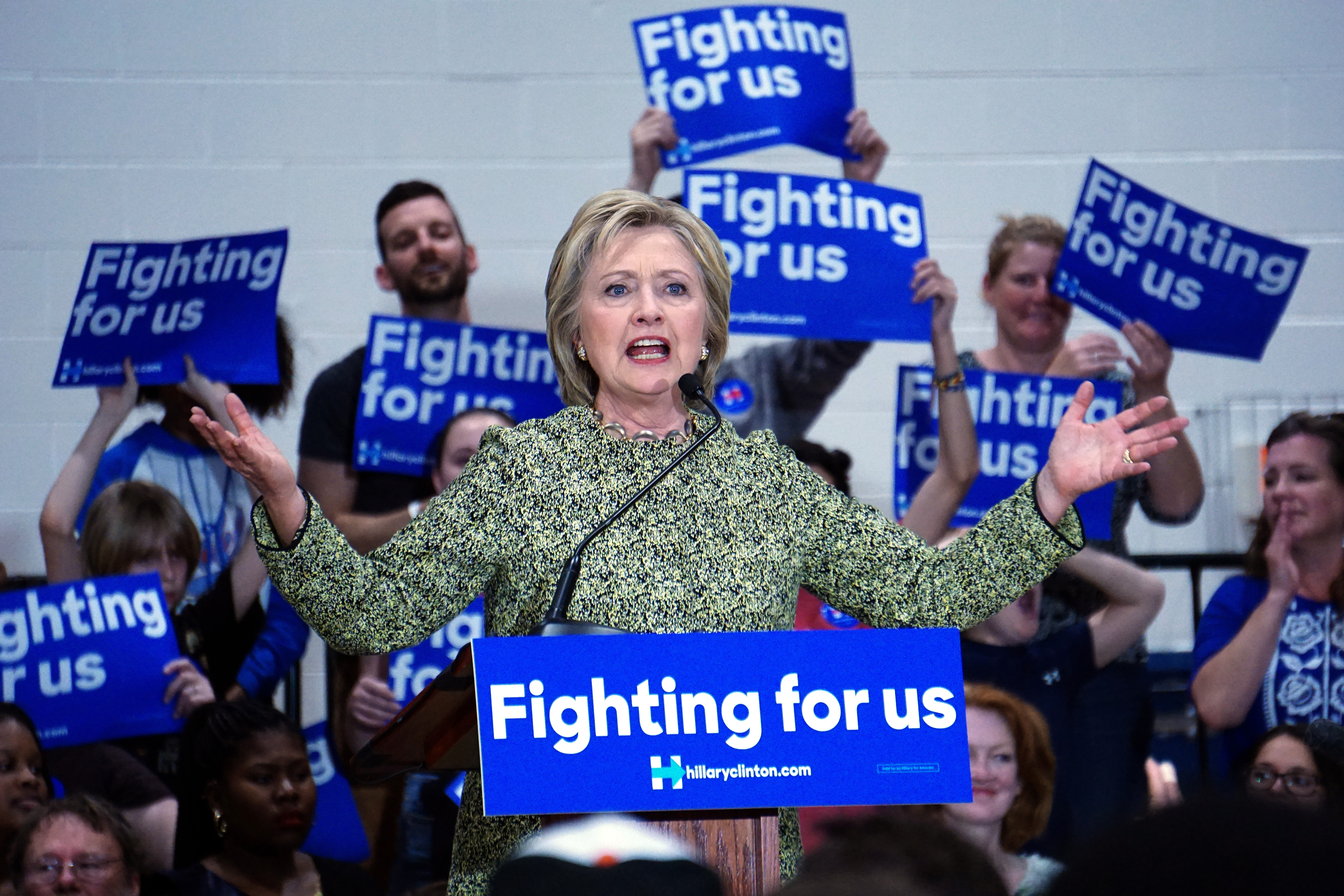
Hillary Clinton durante um comício, em março de 2016

O calendário das primárias de 2016 foi significativamente diferente do que na última eleição pela indicação do partido Democrata, em 2008. Durante aquele ciclo eleitoral, muitos estados mudaram suas primárias ou caucuses para o início do calendário para ter maior influência sobre a disputa. Desta forma, 23 estados e territórios realizaram suas votações em 5 de fevereiro, resultando na maior Super Terça da história. Para 2016, o calendário foi mais disperso do que em 2008, com vários grupos de estados votando em datas diferentes, sendo as mais importantes em 1 de março, 15 de março, 26 de abril e 7 de junho.
Em 1 de março, foi realizada a Super Terça, com votações na Samoa Americana e em onze estados, incluindo seis estados da região Sul. Com exceção de Oklahoma, Hillary garantiu vitória em todas as outras primárias do Sul. Sua maior vitória do dia veio do Alabama, onde ela ganhou 77,8% dos votos contra 19,2% de Sanders, embora sua vantagem mais significativa no número de delegados ocorreu no Texas, onde recebeu 65,2% dos votos. Coletivamente, os estados sulistas deram a Hillary um ganho líquido de 165 delegados.
Além do Sul, Hillary também conseguiu derrotar Sanders em Massachusetts, por uma pequena vantagem, e na Samoa Americana. Sanders teve vitórias confortáveis nos caucuses de Minnesota e Colorado e nas primárias de Oklahoma e Vermont, seu domicílio eleitoral que garantiu-lhe 86,1% dos votos contra 13,6% de sua rival - este foi o único estado em que um dos principais candidatos não recebeu 15% dos votos. Embora os resultados em geral foram desfavoráveis para Sanders, suas quatro vitórias e sua derrota por pouco permitiu que ele permanecesse na disputa com a perspectiva de votações mais favoráveis na Nova Inglaterra, Grandes Planícies, Mountain States e Noroeste Pacífico. No final do dia, Hillary garantiu ao todo 518 delegados contra 347 de Sanders, elevando sua liderança a cerca de 200 delegados.

### Resultados por condado

Hillary Clinton
Bernie Sanders
Empate

### Resultados por delegados

Hillary Clinton
Bernie Sanders
Martin O'Malley

### Resultados por votos populares

Hillary Clinton
Bernie Sanders
Outros

## Calendário e resultados
Predefinição:Resultados das Eleições primárias presidenciais do Partido Democrata em 2016 por estado